# Dread Zeppelin
Dread Zeppelin es una banda estadounidense de rock conocida por interpretar canciones de Led Zeppelin en estilo reggae y por el peculiar aspecto de su vocalista, un imitador de Elvis Presley de 140 kilos. Con el paso del tiempo fueron incorporando a su repertorio canciones de Elvis Presley, Bob Marley y The Yardbirds. La banda se embarcó en una extensa gira mundial durante la etapa en la que estuvo ligada a la discográfica I.R.S. Records.

## Historia

### 1986-1989: The Prime Movers
El núcleo de la banda, compuesto por el bajista Put-Mon (Gary Putman), el batería Cheese (Curt Lichter) y el guitarrista Jah Paul Jo (Joseph "Severs" Ramsey), se formó en Pasadena, California en torno a una banda llamada  The Prime Movers. Tras firmar con Island Records en 1986, The Prime Movers tuvieron cierto éxito en el Reino Unido con sencillos como "On The Trail" y "Dark Western Night." Stuart Adamson de Big Country colaboró en la grabación del tema "Dark Western Night" y la canción "Strong As I Am," fue usada en la banda sonora de la película de Michael Mann, Manhunter.
En 1989, el guitarrista Jah Paul Jo tuvo la idea de crear un nuevo grupo llamado "Dread Zeppelin." Junto a los tres miembros originales de la banda, la formación se completó con el guitarrista Carl Jah (Carl Haasis) y el vocalista Tortelvis (Greg Tortell), un imitador del Elvis de la época de Las Vegas. La banda supuestamente conoció a Tortelvis cuando este estrelló su vehículo de repartidor de leche contra el coche del grupo. El que fuera diseñador gráfico de The Prime Movers, Bryant Fernandez, se unió a la banda como "conga man" Ed Zeppelin.
El concepto de Dread Zeppelin puede ser menos extraño de lo que parece. Led Zeppelin hizo una grabación que reflejó una influencia prominente del reggae, la canción de 1973 "D'yer Mak'er". Además, la banda frecuentemente interpretaba canciones de Elvis Presley en directo, a menudo presentadas como una mezcla que ocasionalmente coqueteaba con la auto-parodia. Led Zeppelin conoció a Elvis brevemente en 1974 después de asistir a uno de sus conciertos en Los Ángeles.

### Dread Zeppelin
La primera grabación de Dread Zeppelin fue una versión del tema "Immigrant Song" y del tema que aparecía en la cara B del sencillo original, "Hey Hey What Can I Do". Producido por Jah Paul Jo y Rasta Li-Mon (Lee Manning) y lanzado desde el sello independiente Birdcage Records, el sencillo se vendió sorprendentemente bien. Las primeras grabaciones de Dread Zeppelin para su álbum debut, Un-Led-Ed fueron realizadas en el estudio de Dave Stewart de Eurythmics, donde Rasta Li-Mon trabajaba como ingeniero.
Tras el éxito de "Immigrant Song," un segundo sencillo, "Whole Lotta Love/Tour-telvis: A Bad Trip", fue publicado por el sello Birdcage Records. El tercero, "Your Time is Gonna Cum/Woodstock (live)", fue publicado no como sencillo sino como parte de un recopilatorio de singles titulado Komm Gib Mir Deine Zeppelin (un juego de palabras en referencia a la versión alemana de la canción de The Beatles, "I Want to Hold Your Hand"). Birdcage Records publicó también un casete en directo bajo el título de Live On Blueberry Cheesecake que fue distribuido entre los fanes de la banda.
En 1990, Dread Zeppelin firmaron con la discográfica IRS Records. Su primer álbum, Un-Led-Ed, incluyó versiones de temas de los cuatro primeros álbumes de Led Zeppelin. El baterista original de la banda, Cheese (Curt Lichter) abandonó la formación justo después de la grabación y fue reemplazado por Fresh Cheese (Paul Maselli). Poco después abandonaría la banda el percusionista Ed Zeppelin, que fue reemplazado por su hermano gemelo. 
Tras el éxito de Un-Led-Ed, durante el otoño de 1990, Dread Zeppelin estuvieron tres semanas grabando su segundo álbum, 5,000,000* *Tortelvis Fans Can't Be Wrong. Además de contener más versiones de Led Zeppelin en estilo reggae, este álbum también incluyó una versión del tema de Bob Marley, "Stir It Up", así como tres canciones originales.
Para su siguiente álbum, la banda planeó crear una Ópera rock, Albert, sobre un crítico musical que quería convertirse en estrella del rock, basada en parte en la historia real del crítico de rock Albert Goldman. Sin embargo, el proyecto nunca llegó a materializarse. Los planes cambiaron y el nuevo álbum acabó conteniendo una recopilación de versiones de música disco It's Not Unusual. Ed Zeppelin y Fresh Cheese habían abandonado la formación tras la grabación de 5,000,000* *Tortelvis Fans Can't Be Wrong, y durante la grabación de It's Not Unusual, Tortelvis también la había dejado. El bajista Put-Mon (Gary Putman) lo sustituyó como vocalista, cambiando su nombre artístico por Gary B.I.B.B. It's Not Unusual contó además con la colaboración de los músicos Screamin' Jay Hawkins y Randy Bachman. Ya sea por el poco interés de su público por la música disco o por la marcha de su carismático cantante Tortelvis, las ventas de It's Not Unusual fueron muy bajas para la banda, que finalizó el contrato con IRS.
Sin que los miembros de la banda tuvieran conocimiento de ello, Dread Zeppelin estaban siendo buscados por la banda de rock australiana INXS para que fueran sus teloneros en la gira americana. INXS eran fanes de Dread Zeppelin. Tortelvis fue persuadido para que regresara a la banda, todavía sin contrato discográfico y solo pudo participar en un concierto, el 8 de mayo de 1993 en Santa Mónica. Finalmente, Dread Zeppelin regresaron a los estudios. Con la producción de Jah Paul Jo y Rasta Li-Mon publicaron en 1993 Hot & Spicy Beanburger, bajo el sello discográfico Birdcage Records.
Durante la primavera de 1994, Dread Zeppelin intervinieron en la película National Lampoon's Last Resort, que también untilizó una canción de la banda como tema de cierre. Carl Jah (Carl Haasis) y Ed Zeppelin dejaron la formación poco después.
Con Put-Mon cambiando en bajo por la guitarra y las incorporaciones de David Raven (batería), el bajista Derf Nosna Haj (Freddie Johnson) y Fernandez (Pete Burke) en la percusión, Dread Zeppelin grabaron No Quarter Pounder. Publicado por Birdcage Records en 1995, No Quarter Pounder would fue el último álbum con este sello discográfico, así como el último trabajo de Jah Paul Jo, que abandonó la formación poco después.[cita requerida]
Dread Zeppelin firmó un nuevo contrato discográfico con Imago Records y publicaron The Fun Sessions, una colección de versiones de clásicos del rock. Fue el primer álbum de la banda que no contuvo versiones de Led Zeppelin. Fue la última grabación de Derf Nosna Haj (Freddie Johnson) y Fernandez (Pete Burke) con la banda. Tras el lanzamiento del álbum, Carl Jah y Ed Zeppelin regresaron a la banda.
En 1999 firmaron un nuevo contrato discográfico con el sello Cleopatra Records y grabaron De-jah Voodoo, bajo la producción de Bob Knarley.
En 1995, Dread Zeppelin tenía una nueva compañía de producción, Cash Cow, dirigida por los miembros originales Gary Putman (Butt-Boy) y Greg Tortell (Tortelvis), que habían producido las Fun Sessions. Lanzaron el álbum en vivo Front Yard Bar * B * Que en diciembre de 1996 y el álbum completamente original Spam Bake en noviembre de 1997. Los tres fueron producidos por Robert Incorvaia. También se lanzó en 2002 la primera grabación de Navidad de la banda, Presents. Chicken and Ribs le siguió en 2004; ambos fueron producidos por Bob Knarley. 
En febrero de 2008 publicaron Bar Coda, producida por el exmiembro de la banda Spice (Cris Boerin). Durante la grabación del álbum, Carl Jah abandonó la formación. Su puesto durante las presentaciones en vivo fue ocupado por Spice, quien se hizo cargo de la percusión y los teclados.
El cantante Tortelvis interpretó el "Himno Nacional de los Estados Unidos" en el estadio Chase Field, en Phoenix, Arizona el 27 de mayo de 2005. En 1992 ya había sido llamado para interpretar el himno previo a un partido de los  Minnesota Twins pero finalmente fue sustituido por la actriz Roseanne Barr.
Dread Zeppelin continuaron realizando giras y grabaciones durante los siguientes años. Putman es el único miembro original de Dread Zeppelin que ha participado en todas las grabaciones y actuaciones de la banda desde sus inicios.

## Discografía

### Sencillos
- "Immigrant Song" / "Hey Hey What Can I Do" (1989) 7" clear, blue, green, red, white and yellow vinyl, Birdcage Records
- "Whole Lotta Love" / "Tour-Telvis: A Bad Trip" (1989) 7" black and pink vinyl, Birdcage Records
- "Heartbreaker (At the End of Lonely Street)" (1990) UK CD single, IRS Records
- "Your Time Is Gonna Come" (edit) (1990) UK CD single, IRS Records
- "Stairway to Heaven" (1991) UK CD single, IRS Records

### Casetes
- Komm Gib Mir Deine Zeppelin (1989), six-song EP, Birdcage Records
- Live On Blueberry Cheesecake (1992) seven-song fan club EP, Birdcage Records

### Álbumes de estudio
- Un-Led-Ed (1990) IRS Records
- 5,000,000* *Tortelvis Fans Can't Be Wrong (1991) IRS Records
- Rock'n Roll (1991) Japan Only, JVC Records
- It's Not Unusual (1992) IRS Records
- Hot & Spicy Beanburger (1993) Birdcage Records
- The First No-Elvis (1994)[16] Birdcage Records
- No Quarter Pounder (1995) Birdcage Records
- The Fun Sessions (1996) Imago
- Ruins (1996)[17] Birdcage Records
- Spam Bake (1998)
- De-jah Voodoo (2000) — reissued in 2004 as Re-Led-Ed
- Presents (2002)
- Chicken and Ribs (2004)
- Bar Coda (2007)
- Best of the IRS years (2009)
- Soso (2011)

### Álbumes en directo
- Front Yard Bar*B*Que (1996)
- The Song Remains Insane (1998) two-CD Australia Only Set, TWA Records
- Haunted Houses O' the Holy (mi1999)
- Live - Live at Larry's (2002)
- Live - Hots On for Fresno (2003)

### DVD
- Live at The Cabooze in Minne-jah-polis (2003)
- Jah-La-Palooza (2004)
- Pure Inner-Tainment (2009)[18]